# Maskeraden
Maskeraden är ett svenskt kammarspel skrivet av Sven Delblanc. Pjäsen spelades in för SVT år 1992 i regi av Jan Bergman och för TV4 2009 i regi av Thorsten Flinck.

## Handling
Den 16 mars 1792 blev Gustav III skjuten på Kungliga operan i Stockholm. Pjäsen skildrar teaterkonungens sista timmar före attentatet.

## Medverkande 1992
- Thommy Berggren (Gustav III)
- Ernst Günther (Elis Schröderheim)
- Erik Kiviniemi (Gustaf Mauritz Armfelt)
- Johan Rabaeus (Hans Henrik von Essen)
- Ewa Fröling (Sofia Magdalena)
- Oliver Loftéen (Kronprins Gustaf Adolf)

## 2009 års uppsättning
Pjäsen spelades in på nytt i regi av Thorsten Flinck, med urpremiär den 11 augusti 2009. Producent Angelica Wallgren, foto Andra Lasmanis för TV4 Inspelningsplats var Ekotemplet i Hagaparken och inspelningen skedde nattetid.

## Medverkande 2009
- Thorsten Flinck (Gustav III)
- Henrik Schyffert (Gustaf Armfelt)
- Jan Malmsjö (Elis Schröderheim)
- Jonas Malmsjö (Hans Henrik von Essen)
- Happy Jankell (Kronprins Gustaf Adolf)
- Fatima Hammami (Kammarherre)